# Élections aux parlements des communautés autonomes d'Espagne de 2007
Le 27 mai 2007 ont eu lieu en Espagne des élections dans les communautés autonomes (en espagnol elecciones autonómicas) dans treize parlements de communautés autonomes sur les dix-sept que compte l'Espagne.

## Résultats
| Communauté autonome    | Président sortant | Président sortant            | Majorité sortante | Nouveau président | Nouveau président        | Nouvelle majorité |
| ---------------------- | ----------------- | ---------------------------- | ----------------- | ----------------- | ------------------------ | ----------------- |
| Aragon                 |                   | Marcelino Iglesias           | PSOE-PAR          |                   | Marcelino Iglesias       | PSOE-PAR          |
| Asturies               |                   | Vicente Álvarez Areces       | PSOE-IU           |                   | Vicente Álvarez Areces   | PSOE              |
| Îles Baléares          |                   | Jaume Matas                  | PP-UM-AIPF        |                   | Francesc Antich          | PSOE-Bloc-UM      |
| Îles Canaries          |                   | Adán Martín                  | CC                |                   | Paulino Rivero           | CC-PP             |
| Cantabrie              |                   | Miguel Ángel Revilla         | PRC-PSOE          |                   | Miguel Ángel Revilla     | PRC-PSOE          |
| Castille-et-León       |                   | Juan Vicente Herrera         | PP                |                   | Juan Vicente Herrera     | PP                |
| Castille-La Manche     |                   | José María Barreda           | PSOE              |                   | José María Barreda       | PSOE              |
| Estrémadure            |                   | Juan Carlos Rodríguez Ibarra | PSOE              |                   | Guillermo Fernández Vara | PSOE              |
| La Rioja               |                   | Pedro Sanz                   | PP                |                   | Pedro Sanz               | PP                |
| Communauté de Madrid   |                   | Esperanza Aguirre            | PP                |                   | Esperanza Aguirre        | PP                |
| Région de Murcie       |                   | Ramón Luis Valcárcel         | PP                |                   | Ramón Luis Valcárcel     | PP                |
| Navarre                |                   | Miguel Sanz                  | UPN-CDN           |                   | Miguel Sanz              | UPN-CDN           |
| Communauté valencienne |                   | Francisco Camps              | PP                |                   | Francisco Camps          | PP                |
| Ceuta                  |                   | Juan Jesús Vivas             | PP                |                   | Juan Jesús Vivas         | PP                |
| Melilla                |                   | Juan José Imbroda            | PP                |                   | Juan José Imbroda        | PP                |